# Richard Ulfsäter
Richard Ulfsäter, né le 1er septembre 1975 à Helsingborg (Suède), est un acteur suédois.

## Filmographie

### Cinéma
- 2002 : Aime ton père : Sailor
- 2007 : Darling : Micke
- 2008 : Vi hade i alla fall tur med vädret – igen
- 2008 : Instants éternels
- 2008 : Les Joies de la famille (Patrik 1,5) : Collègue de Sven
- 2010 : Trust Me (Puss) : Andreas
- 2010 : Four More Years : Hugo
- 2011 : The Italian Key : Young Alexander
- 2012 : Nobel's Last Will : Thomas Samuelsson
- 2012 : An Enemy to Die For : Gustav
- 2015 : Happy Hour in Paradise : Hannes

### Télévision
- 2000 : Vita lögner : Ola
- 2002 : Spung : Melker
- 2007-2009 : Playa del Sol : Steffen Hellman
- 2012-2013 : Les Enquêtes d'Érica : Patrik Hedström
- 2013 : Inkognito : Edward
- 2014 : Piratskattens hemlighet : Johnny
- 2016 : Jour polaire : Thor